# Brachyctenistis incongruata
Brachyctenistis incongruata är en fjärilsart som beskrevs av W. Warren 1900. Brachyctenistis incongruata ingår i släktet Brachyctenistis och familjen mätare. Inga underarter finns listade i Catalogue of Life.